# Hypocrea cerebriformis
Hypocrea cerebriformis är en svampart som beskrevs av Berk. 1872. Hypocrea cerebriformis ingår i släktet svampdynor och familjen Hypocreaceae.   Inga underarter finns listade i Catalogue of Life.